# Millstone River
Der Millstone River ist ein kleiner Fluss in New Jersey, er ist der größte Nebenfluss des Raritan River. Der Fluss entspringt im westlichen Monmouth County und fließt in nördlicher Richtung durch zuerst durch das Mercer County und dann durch das südliche Somerset County. Dabei durchfließt er Teile des Delaware and Raritan Canal State Park und wird bei Princeton zum Lake Carnegie aufgestaut.
Seit etwa  200 Jahren gibt es Aufzeichnungen über die etlichen Überschwemmungen im Millstone River Basin. Eine der heftigsten und gut dokumentierten wurde im September 1999 durch den Hurrikan Floyd verursacht.
Aus dem Flusssystem wird  das Trinkwasser für rund 10.000 Haushalte im mittleren New Jersey aufbereitet. Für die Trinkwasseraufbereitung und Verteilung ist die New Jersey American Water zuständig.